# Lega Nazionale A 1998 (football americano)
La Lega Nazionale A 1998 è stata la 13ª edizione del campionato di football americano di primo livello, organizzato dalla SAFV.

## Squadre partecipanti
| Club                 | Città     | Stadio | Sponsor ufficiale | Risultato nella stagione 1997 |
| -------------------- | --------- | ------ | ----------------- | ----------------------------- |
| Basilisk Meanmachine | Basilea   |        |                   | Semifinalisti                 |
| Bern Grizzlies       | Berna     |        |                   | Finalisti                     |
| Bienna Jets          | Bienne    |        |                   | Vincitori LNB                 |
| Landquart Broncos    | Igis      |        |                   | Semifinalisti                 |
| Seaside Vipers       | San Gallo |        |                   | Vincitori XII Swiss Bowl      |
| Zürich Renegades     | Zurigo    |        |                   | Quinto posto                  |

## Stagione regolare

### Calendario

#### 1ª giornata
| 29 marzo 1998 | Bienna Jets | 38 – 20 | Zürich Renegades |  |

| 29 marzo 1998 | Basilisk Meanmachine | 30 – 6 | Landquart Broncos |  |

#### 2ª giornata
| 5 aprile 1998 | Seaside Vipers | 34 – 6 | Bienna Jets |  |

#### 3ª giornata
| 11 aprile 1998 | Landquart Broncos | 43 – 12 | Bern Grizzlies |  |

#### 4ª giornata
| 19 aprile 1998 | Zürich Renegades | 12 – 0 | Landquart Broncos |  |

#### 5ª giornata
| 27 aprile 1998 | Zürich Renegades | 27 – 14 | Bern Grizzlies |  |

| 27 aprile 1998 | Seaside Vipers | 28 – 6 | Landquart Broncos |  |

| 27 aprile 1998 | Bienna Jets | 0 – 28 | Basilisk Meanmachine |  |

#### Recupero 1
| 3 maggio 1998 | Bern Grizzlies | 20 – 14 | Bienna Jets |  |

#### 6ª giornata
| 10 maggio 1998 | Landquart Broncos | 19 – 30 | Bienna Jets |  |

| 10 maggio 1998 | Basilisk Meanmachine | 54 – 14 | Bern Grizzlies |  |

| 10 maggio 1998 | Seaside Vipers | 28 – 9 | Zürich Renegades |  |

#### 7ª giornata
| 24 maggio 1998 | Bienna Jets | 19 – 20 | Landquart Broncos |  |

| 24 maggio 1998 | Seaside Vipers | 43 – 8 | Basilisk Meanmachine |  |

#### 8ª giornata
| 1º giugno 1998 | Seaside Vipers | 91 – 0 | Bern Grizzlies |  |

| 1º giugno 1998 | Zürich Renegades | 6 – 22 | Basilisk Meanmachine |  |

#### 9ª giornata
| 7 giugno 1998 | Landquart Broncos | 26 – 0 | Basilisk Meanmachine |  |

#### 10ª giornata
| 14 giugno 1998 | Zürich Renegades | 6 – 48 | Seaside Vipers |  |

| 14 giugno 1998 | Bienna Jets | 24 – 0 | Bern Grizzlies |  |

#### 11ª giornata
| 20 giugno 1998 | Landquart Broncos | 20 – 12 | Zürich Renegades |  |

| 21 giugno 1998 | Basilisk Meanmachine | 28 – 7 | Bienna Jets |  |

| 21 giugno 1998 | Bern Grizzlies | 13 – 98 | Seaside Vipers |  |

#### 12ª giornata
| 28 giugno 1998 | Bern Grizzlies | 16 – 25 | Zürich Renegades |  |

| 28 giugno 1998 | Basilisk Meanmachine | 10 – 50 | Seaside Vipers |  |

#### 13ª giornata
| 4 luglio 1998 | Landquart Broncos | 14 – 36 | Seaside Vipers |  |

| 5 luglio 1998 | Zürich Renegades | 28 – 0 | Bienna Jets |  |

| 5 luglio 1998 | Bern Grizzlies | 18 – 53 | Basilisk Meanmachine |  |

### Classifica
La classifica della regular season è la seguente:
- PCT = percentuale di vittorie, G = partite giocate, V = partite vinte, P = partite perse, PF = punti fatti, PS = punti subiti
- La qualificazione ai playoff è indicata in verde

| Pos. | Squadra              | PCT   | G  | V  | P | PF  | PS  |
| ---- | -------------------- | ----- | -- | -- | - | --- | --- |
| 1    | Seaside Vipers       | 1.000 | 10 | 10 | 0 | 506 | 92  |
| 2    | Basilisk Meanmachine | .571  | 10 | 7  | 3 | 253 | 177 |
| 3    | Landquart Broncos    | .429  | 10 | 5  | 5 | 175 | 193 |
| 4    | Zürich Renegades     | .375  | 10 | 4  | 6 | 152 | 206 |
| 5    | Bienna Jets          | .333  | 10 | 3  | 7 | 158 | 247 |
| 6    | Bern Grizzlies       | .250  | 10 | 1  | 9 | 121 | 450 |

## Playoff

### Tabellone
|  | Semifinali | Semifinali           | Semifinali       | Semifinali | Semifinali |  |  | XIII Swiss Bowl | XIII Swiss Bowl   | XIII Swiss Bowl |  |
|  |            |                      |                  |            |            |  |  |                 |                   |                 |  |
|  | 1          | Seaside Vipers       | Seaside Vipers   | 41         | 49         |  |  |                 |                   |                 |  |
|  | 4          | Zürich Renegades     | Zürich Renegades | 0          | 7          |  |  | 1               | Seaside Vipers    | 14              |  |
|  | 3          | Landquart Broncos    | 7                | 42         | 27         |  |  | 3               | Landquart Broncos | 13              |  |
|  | 2          | Basilisk Meanmachine | 32               | 7          | 8          |  |  |                 |                   |                 |  |

### Semifinali

#### Andata
| 16 agosto 1998 | Seaside Vipers | 41 – 0 | Zürich Renegades |  |

| 16 agosto 1998 | Basilisk Meanmachine | 32 – 7 | Landquart Broncos |  |

#### Ritorno
| 23 agosto 1998 | Landquart Broncos | 42 – 7 | Basilisk Meanmachine |  |

| 23 agosto 1998 | Zürich Renegades | 7 – 49 | Seaside Vipers |  |

#### Spareggio
| 30 agosto 1998 | Basilisk Meanmachine | 8 – 27 | Landquart Broncos |  |

### XIII Swiss Bowl
| San Gallo 13 settembre 1998 | Seaside Vipers | 14 – 13 | Landquart Broncos |  |

## Verdetti
- Seaside Vipers Campioni di Svizzera 1998